# 루벤 두아르테
루벤 두아르테(스페인어: Rubén Duarte Sánchez, 1995년 10월 18일~) 스페인의 축구 선수로, 푸마스 UNAM에서 수비수로 활동하고 있다.

## 국가대표팀 경력
16세 이하, 17세 이하, 18세 이하, 19세 이하, 21세 이하 스페인 연령별 대표팀에서 뛰었으며, 2015년 5월 26일에 코스타리카와의 친선경기와 벨로루시와의 UEFA 유로 2016 예선 경기에 처음으로 A대표팀 명단에 이름을 올렸다.